# Chapchingal Sar
Der Chapchingal Sar ist ein Berg im nördlichen Karakorum im pakistanischen Sonderterritorium Gilgit-Baltistan.

## Lage
Der Chapchingal Sar bildet mit einer Höhe von 6483 m (nach anderen Quellen 6465 m) die höchste Erhebung im nördlichen Teil der Ghujerab-Berge.
Der Chapchingal Sar befindet sich in einer Bergkette, welche die Flusstäler von oberem Kunjirap und Ghujerab trennt. Etwa 12 km weiter östlich überquert der 5140 m hohe Chapchingal-Pass die Bergkette.
Der Chapchingal Sar besitzt drei Flanken, eine nach Norden hin, eine nach Südosten und eine nach Südwesten. Alle drei werden zum Ghujerab-Fluss hin entwässert.

## Besteigungsgeschichte
Im Himalaya-Index sind bisher keine Besteigungen des Chapchingal Sar dokumentiert.